# خوان أنطونيو برييتو
خوان أنطونيو برييتو (بالإسبانية: Juan Antonio Prieto Cárdenas)‏ هو منافس ألعاب قوى إسباني، ولد في 1975.

## روابط خارجية
- خوان أنطونيو برييتو على موقع Paralympic.org (الإنجليزية)